# Lösvirke

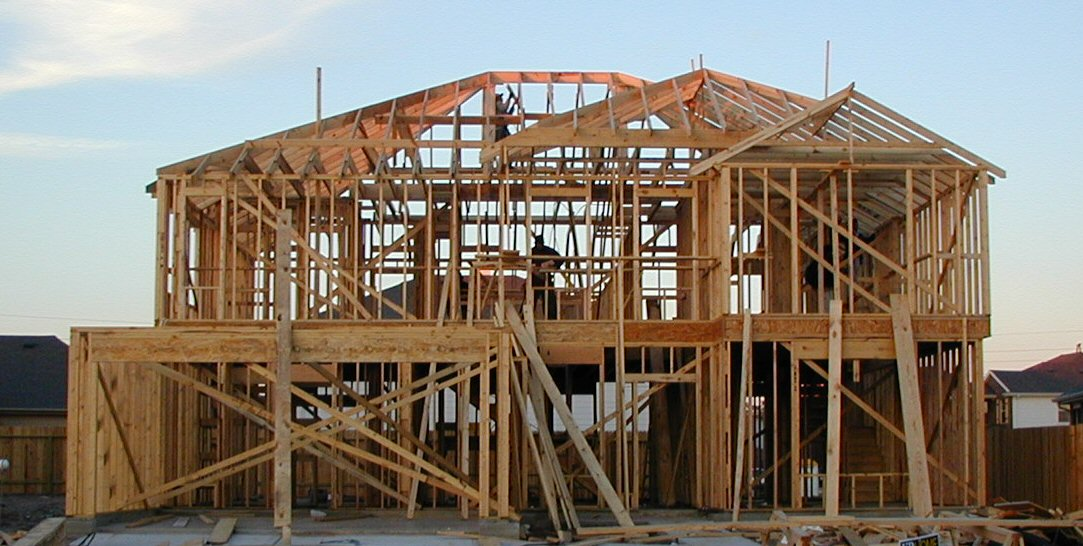
Ett tvåvånings lösvirkeshus

"Att bygga i lösvirke" är att bygga hus eller annan byggnad på plats utan att använda prefabricerade byggelement som till exempel färdiga in och ytterväggar. Takstolar brukar byggmästaren beställa vid större spännvidder. Lösvirkesbygge kan gå till på följande sätt: Byggmästaren införskaffar det virke och övrig byggmaterial som åtgår efter hand. Virket kapas i de längder efter ritningar som behövs på plats, och de nödvändiga väggsektionerna spikas. Väggsektioner förbereds med vindskydd, och plats lämnas för fönster och dörrar i väggen. Väggar reses och fästes i grunden och stabiliseras i sidled. Innerväggar reses varefter bjälklaget och takstolar fästs på hammarbandet. Bygga i lösvirke är en relativt enkelt byggnadssätt eftersom skivor och isolering är anpassat till modulbygge centrum-centrum (cc) 60 cm och rådande standard.
Snickaren spikar svall, papp, strö och bärläkt till taket, under förutsättning att det ska vara ett tak med takpannor eller tegelpannor. Vid falsat plåttak och vid papptak utgår strö respektive bärläkt. Husets eller byggnadens utsida förbereds för beklädnad, som kan bestå av träpanel, plåt, tegel eller putsad fasad. Invändigt färdigställande fortgår på samma sätt som ett prefabricerat hus.

## Fördelar med att bygga i lösvirke
Fördelar med att bygga i lösvirke är att snickaren inte behöver isolera byggnaden innan den är vind- och nederbördstät från utsidan. Det kan betyda att huset kan vara fritt från inbyggd fukt under uppbyggnaden som kan ge upphov till framtida problem med mögelpåväxt. 

## Nackdelar med lösvirke
En nackdel är att själva resningen av stommen tar några dagar längre än vid fabrikslevererade elementhus. Det kan även vara svårt att få tag i hantverkare som har de rutiner som behövs vid ett lösvirkesbygge.